# Proasteion
Il proasteion (προάστειον) era nell'impero bizantino, un grande appezzamento di terreno, una proprietà terriera il più delle volte di proprietà di un grande proprietario terriero che non vi risiedeva (a differenza dell'agridion) e denotava terre associate alla città in termini economici, letteralmente "sobborgo" o "casa di campagna" già in epoca greca. 
Il proasteion veniva affittato, ad esempio, a un soggetto che si occupava del terreno del dominio. Poteva anche essere affidato a uno schiavo  . Si trovava fuori dalle mura della città, tanto che in seguito il vocabolo designò le periferie urbane .